# 博霍杜什纳河
博霍杜什納河（烏克蘭語：Богодушна）是烏克蘭的河流，位於該國中部，發源自沃佳諾-米哈伊利夫卡附近，流經基洛夫格勒州和尼古拉耶夫州，河道全長38公里，流域面積213平方公里。